# Thang sức gió Beaufort

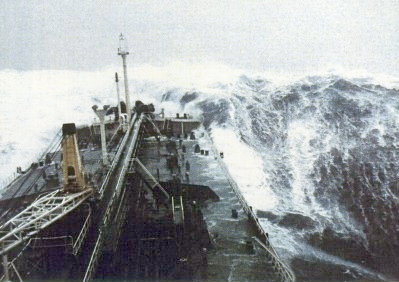
Một con tàu đang chống chịu gió cấp 12 trên biển

Thang sức gió Beaufort hay đơn giản là cấp gió là thang đo kinh nghiệm về sức gió, chủ yếu dựa trên trạng thái của mặt biển hay các trạng thái sóng. Thang sức gió này được sử dụng ở nhiều quốc gia trên thế giới, được sử dụng trong việc xác định cường độ gió, dự báo và cảnh báo thiên tai.
Thang sức gió Beaufort nguyên gốc có 12 cấp và hiện tại thang này vẫn đang được công nhận và sử dụng chính thức bởi Tổ chức Khí tượng Thế giới (VMO) trên phạm vi toàn cầu. Trong những năm gần đây, do xuất hiện nhiều cơn bão mạnh, vượt quá mốc cho phép của thang Beaufort nguyên gốc, nhiều nước và vùng lãnh thổ đã sử dụng thang Beaufort mở rộng, với các cấp bão từ 12 cho đến 17, bổ sung thêm 5 cấp so với ban đầu, chẳng hạn như Trung Quốc, Ma Cao, Hông Kông... Còn tại Việt Nam, sau những thiệt hại do các cơn bão Chanchu, Xangsane năm 2006 gây ra với sức gió trên cấp 12, từ cuối năm 2006, Việt Nam đã bắt đầu sử dụng thang Beaufort mở rộng. Theo văn bản mới nhất của Thủ tướng Chính phủ, thang sức gió ở Việt Nam chỉ được quy định đến cấp 17 và trên cấp 17.

## Lịch sử

### Khởi thủy

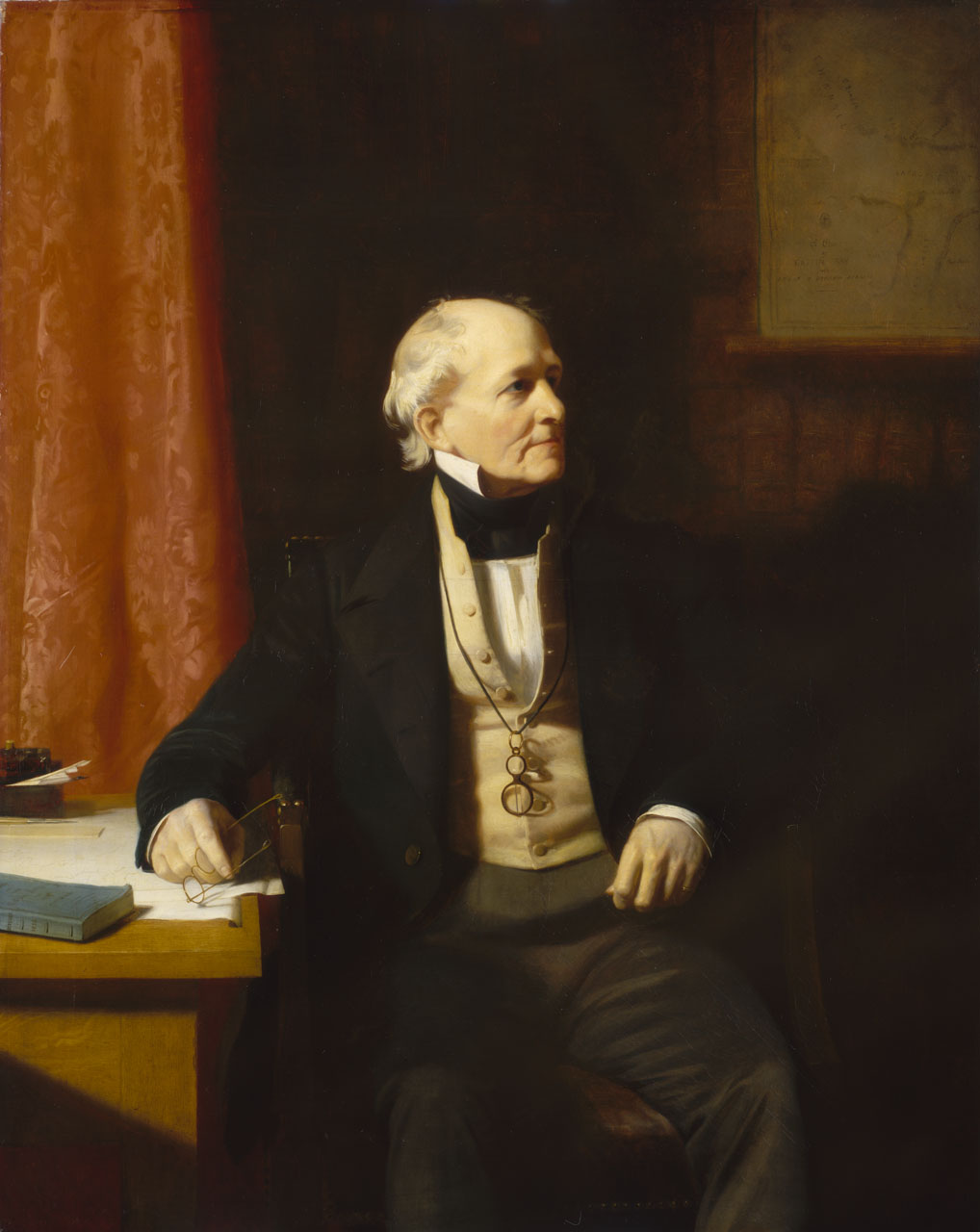
Sir Francis Beaufort

Thang sức gió này được Francis Beaufort, 1 đô đốc hải quân và đồng thời là 1 nhà thủy văn học người Ireland, tạo ra năm 1805. Thang mang tên Beaufort có sự phát triển lâu dài và phức tạp, từ công trình trước đó của những người khác cho tới khi Beaufort trở thành người quản lý cao cấp trong Hải quân Hoàng gia Anh trong thập niên 1830.  Đầu thế kỷ XIX, các sĩ quan hải quân thực hiện các quan sát thời tiết theo thường lệ nhưng không tồn tại 1 thang tiêu chuẩn và vì thế các quan sát này là rất chủ quan - 1 người cho đó là "gió nhẹ" thì người khác cũng có thể coi đó là "gió vừa phải". Beaufort đã thành công trong việc đưa mọi thứ vào quy chuẩn.
Thang ban đầu có 13 cấp (0 - 12) đã không dẫn chiếu tới các con số về vận tốc gió mà liên quan tới các điều kiện gió định tính có tác động lên các buồm của man of war, khi đó là các loại tàu chủ yếu của Hải quân Hoàng gia Anh, từ "vừa đủ để chịu lái" tới "không vải nào của buồm có thể chịu được". Ở cấp 0, tất cả các buồm có thể giương lên; ở cấp 6 thì một nửa số buồm có thể phải hạ xuống; ở cấp 12 thì tất cả các buồm phải xếp gọn lại.
Thang sức gió này đã là tiêu chuẩn cho mọi nhật trình hàng hải trên các tàu thuyền của Hải quân Hoàng gia Anh vào cuối thập niên 1830, và đã được thích ứng để ứng dụng phi-hải quân kể từ thập niên 1850, với các số của thang tương ứng với sự xoay vòng của máy đo gió hình chén. Năm 1853, thang này được chấp nhận lần đầu tiên bởi một tổ chức tiền thân của Tổ chức Khí tượng Thế giới, được thành lập ở Brussels.
Năm 1916, để phù hợp với sự phát triển của tàu hơi nước, các miêu tả đã được thay đổi để miêu tả biển như thế nào chứ không phải là buồm như thế nào, được vận hành và mở rộng cho các quan sát trên đất liền. Sự xoay vòng của các con số trên thang chỉ được chuẩn hóa vào năm 1923. George Simpson, Giám đốc Cục Khí tượng Vương quốc Anh, là người chịu trách nhiệm về điều này và về bổ sung các miêu tả trên cơ sở đất liền. Sự đo đạc đã được thay đổi một chút vào vài thập niên sau để hoàn thiện sự thuận tiện trong sử dụng cho các nhà khí tượng học. Ngày nay, nhiều quốc gia đã từ bỏ kiểu miêu tả và đơn vị đo này và sử dụng các đơn vị của Hệ đo lường quốc tế như m/s hay km/h, nhưng các cảnh báo thời tiết khắc nghiệt đưa ra công chúng vẫn là xấp xỉ như vậy khi sử dụng thang Beaufort.

### Thang mở rộng

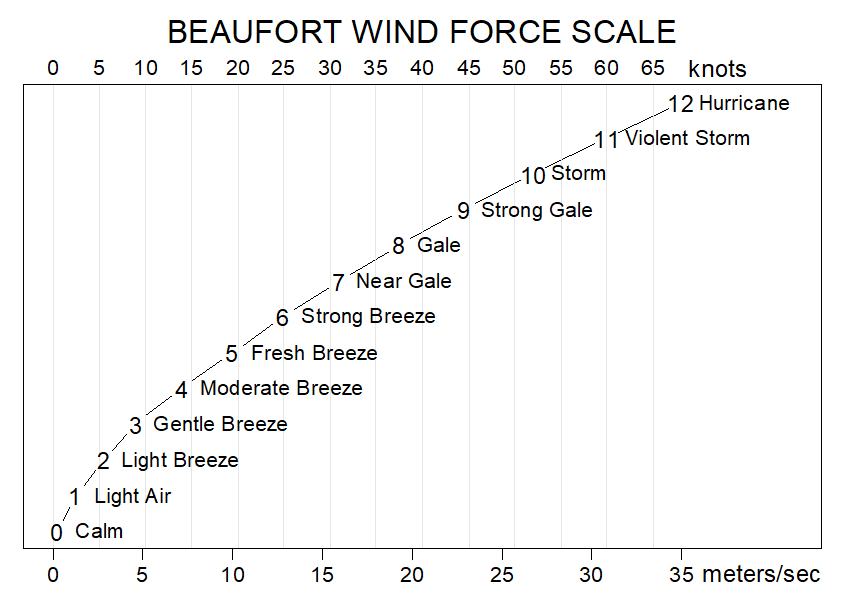
Dữ liệu minh họa thể hiện thang Beaufort trên các khía cạnh: cấp bão, sức gió trên đơn vị hải lý và mét trên giây

Thang Beaufort được mở rộng năm 1946, khi các cấp từ 13 - 17 được thêm vào. Tuy nhiên, các cấp từ 13 - 17 chỉ nhằm áp dụng cho các trường hợp đặc biệt, chẳng hạn khi có bão nhiệt đới mạnh. Ngày nay, thang mở rộng chỉ được sử dụng tại Đài Loan, Trung Quốc và gần đây là Việt Nam. Tuy nhiên, Tổ chức Khí tượng Thế giới (WMO) trong một tuyên bố vào năm 2012 vẫn chưa chính thức sử dụng thang mở rộng trên phạm vi toàn cầu.
Tốc độ gió trên thang Beaufort mở rộng 1946 dựa trên công thức kinh nghiệm:
- v = 0.836 B3/2 m/s
- v = 1.625 B3/2 hải lý ({\displaystyle ={\frac {13}{8}}{\sqrt {B^{3}}}})

trong đó v là tương đương với vận tốc gió 10 m trên bề mặt và B là số trên thang Beaufort. Chẳng hạn, B = 9,5 cho giá trị của v là 24,48 m/s, nó tương đương với giới hạn dưới của "cấp 10 Beaufort". Theo ước tính từ công thức này thì gió mạnh nhất (trên 330 km/h) trong các trận siêu bão có thể đạt tới giá trị trên cấp 23.
Ngày nay, đôi khi cấp gió bão được miêu tả như là cấp trong thang Beaufort từ 12 - 16, có liên quan gần đúng với cấp tốc độ tương ứng của thang bão Saffir-Simpson, trong đó các trận bão thực sự được đo đạc, trong đó cấp 1 của thang bão này tương đương với cấp 12 trong thang sức gió Beaufort. Tuy nhiên, các cấp mở rộng trong thang sức gió Beaufort trên cấp 13 không trùng khớp với các cấp của thang bão Saffir-Simpson. Các vòi rồng cấp 1 trên thang Fujita và thang TORRO cũng bắt đầu gần đúng ở mức trên của cấp 12 trong thang Beaufort nhưng chúng là các thang độc lập.
Cũng cần lưu ý rằng độ cao của sóng tính trong điều kiện tìm thấy ngoài biển khơi, chứ không phải ven bờ.

## Thang độ và miêu tả
Thang sức gió Beaufort ban đầu có 13 cấp (0 - 12) và được mở rộng thành 18 cấp (0 - 17) năm 1946, khi các cấp từ 13 tới 17 được thêm vào.

### Thang đo Beaufort khởi thủy
Đây là thang bão chuẩn vẫn đang được Tổ chức Khí tượng Thế giới sử dụng trên phạm vi toàn cầu cho đến ngày nay 
Thang sức gió Beaufort
| Cấp bão | Mức độ                        | Sức gió                                                           | Sóng biển  | Tác động trên biển                                                                                       | Tác động đất liền                                         | Ảnh mặt biển | Tín hiệu cảnh báo |
| ------- | ----------------------------- | ----------------------------------------------------------------- | ---------- | --- | --------------------------------------------------------- | ------------ | ----------------- |
| 0       | Êm đềm                        | < 1 hải lý/giây (knots) < 1 Dặm trên giờ (mph) < 2 km/h < 0.5 m/s | 0 ft (0 m) | Phẳng lặng                                                                                               | Mặt đất êm đềm, hầu như lặng gió.                         |              |                   |
| 1       | Gió rất nhẹ                   | 1–3 knots                                                         | 0–1 ft     | Gió rất nhẹ. Sóng lăn tăn, không có ngọn.                                                                | Chuyển động của gió thấy được trong khói.                 |              |                   |
| 1       | Gió rất nhẹ                   | 1–3 mph                                                           | 0–1 ft     | Gió rất nhẹ. Sóng lăn tăn, không có ngọn.                                                                | Chuyển động của gió thấy được trong khói.                 |              |                   |
| 1       | Gió rất nhẹ                   | 2–5 km/h                                                          | 0–0.3 m    | Gió rất nhẹ. Sóng lăn tăn, không có ngọn.                                                                | Chuyển động của gió thấy được trong khói.                 |              |                   |
| 1       | Gió rất nhẹ                   | 0.5–1.5 m/s                                                       | 0–0.3 m    | Gió rất nhẹ. Sóng lăn tăn, không có ngọn.                                                                | Chuyển động của gió thấy được trong khói.                 |              |                   |
| 2       | Gió yếu                       | 4–6 knots                                                         | 1–2 ft     | Sóng lăn tăn.                                                                                            | Cảm thấy gió trên da trần. Tiếng lá xào xạc.              |              |                   |
| 2       | Gió yếu                       | 4–7 mph                                                           | 1–2 ft     | Sóng lăn tăn.                                                                                            | Cảm thấy gió trên da trần. Tiếng lá xào xạc.              |              |                   |
| 2       | Gió yếu                       | 6–11 km/h                                                         | 0.3–0.6 m  | Sóng lăn tăn.                                                                                            | Cảm thấy gió trên da trần. Tiếng lá xào xạc.              |              |                   |
| 2       | Gió yếu                       | 1.6–3.3 m/s                                                       | 0.3–0.6 m  | Sóng lăn tăn.                                                                                            | Cảm thấy gió trên da trần. Tiếng lá xào xạc.              |              |                   |
| 3       | Gió nhẹ                       | 7–10 knots                                                        | 2–4 ft     | Sóng lăn tăn lớn.                                                                                        | Lá và cọng nhỏ chuyển động theo gió.                      |              |                   |
| 3       | Gió nhẹ                       | 8–12 mph                                                          | 2–4 ft     | Sóng lăn tăn lớn.                                                                                        | Lá và cọng nhỏ chuyển động theo gió.                      |              |                   |
| 3       | Gió nhẹ                       | 12–19 km/h                                                        | 0.6–1.2 m  | Sóng lăn tăn lớn.                                                                                        | Lá và cọng nhỏ chuyển động theo gió.                      |              |                   |
| 3       | Gió nhẹ                       | 3.4–5.5 m/s                                                       | 0.6–1.2 m  | Sóng lăn tăn lớn.                                                                                        | Lá và cọng nhỏ chuyển động theo gió.                      |              |                   |
| 4       | Gió vừa phải                  | 11–16 knots                                                       | 3.5–6 ft   | Sóng nhỏ.                                                                                                | Bụi và giấy rời bay lên. Những cành cây nhỏ chuyển động.  |              |                   |
| 4       | Gió vừa phải                  | 13–18 mph                                                         | 3.5–6 ft   | Sóng nhỏ.                                                                                                | Bụi và giấy rời bay lên. Những cành cây nhỏ chuyển động.  |              |                   |
| 4       | Gió vừa phải                  | 20–28 km/h                                                        | 1–2 m      | Sóng nhỏ.                                                                                                | Bụi và giấy rời bay lên. Những cành cây nhỏ chuyển động.  |              |                   |
| 4       | Gió vừa phải                  | 5.5–7.9 m/s                                                       | 1–2 m      | Sóng nhỏ.                                                                                                | Bụi và giấy rời bay lên. Những cành cây nhỏ chuyển động.  |              |                   |
| 5       | Gió mạnh vừa phải             | 17–21 knots                                                       | 6–10 ft    | Sóng dài vừa phải (1,2 m). Có một chút bọt và bụi nước.                                                  | Cây nhỏ đu đưa                                            |              |                   |
| 5       | Gió mạnh vừa phải             | 19–24 mph                                                         | 6–10 ft    | Sóng dài vừa phải (1,2 m). Có một chút bọt và bụi nước.                                                  | Cây nhỏ đu đưa                                            |              |                   |
| 5       | Gió mạnh vừa phải             | 29–38 km/h                                                        | 2–3 m      | Sóng dài vừa phải (1,2 m). Có một chút bọt và bụi nước.                                                  | Cây nhỏ đu đưa                                            |              |                   |
| 5       | Gió mạnh vừa phải             | 8–10.7 m/s                                                        | 2–3 m      | Sóng dài vừa phải (1,2 m). Có một chút bọt và bụi nước.                                                  | Cây nhỏ đu đưa                                            |              |                   |
| 6       | Gió khá mạnh                  | 22–27 knots                                                       | 9–13 ft    | Sóng lớn với chỏm bọt và bụi nước.                                                                       | Cành lớn chuyển động. Sử dụng ô khó khăn.                 |              |                   |
| 6       | Gió khá mạnh                  | 25–31 mph                                                         | 9–13 ft    | Sóng lớn với chỏm bọt và bụi nước.                                                                       | Cành lớn chuyển động. Sử dụng ô khó khăn.                 |              |                   |
| 6       | Gió khá mạnh                  | 39–49 km/h                                                        | 3–4 m      | Sóng lớn với chỏm bọt và bụi nước.                                                                       | Cành lớn chuyển động. Sử dụng ô khó khăn.                 |              |                   |
| 6       | Gió khá mạnh                  | 10.8–13.8 m/s                                                     | 3–4 m      | Sóng lớn với chỏm bọt và bụi nước.                                                                       | Cành lớn chuyển động. Sử dụng ô khó khăn.                 |              |                   |
| 7       | Gió mạnh, gió gần lốc         | 28–33 knots                                                       | 13–19 ft   | Biển cuộn sóng và bọt bắt đầu có vệt.                                                                    | Cây to chuyển động. Phải có sự gắng sức khi đi ngược gió. |              |                   |
| 7       | Gió mạnh, gió gần lốc         | 32–38 mph                                                         | 13–19 ft   | Biển cuộn sóng và bọt bắt đầu có vệt.                                                                    | Cây to chuyển động. Phải có sự gắng sức khi đi ngược gió. |              |                   |
| 7       | Gió mạnh, gió gần lốc         | 50–61 km/h                                                        | 4–5.5 m    | Biển cuộn sóng và bọt bắt đầu có vệt.                                                                    | Cây to chuyển động. Phải có sự gắng sức khi đi ngược gió. |              |                   |
| 7       | Gió mạnh, gió gần lốc         | 13.9–17.1 m/s                                                     | 4–5.5 m    | Biển cuộn sóng và bọt bắt đầu có vệt.                                                                    | Cây to chuyển động. Phải có sự gắng sức khi đi ngược gió. |              |                   |
| 8       | Gió rất mạnh, gió lốc         | 34–40 knots                                                       | 18–25 ft   | Sóng cao vừa phải với ngọn sóng gãy tạo ra nhiều bụi. Các vệt bọt nước.                                  | Cành nhỏ gãy khỏi cây.                                    |              |                   |
| 8       | Gió rất mạnh, gió lốc         | 39–46 mph                                                         | 18–25 ft   | Sóng cao vừa phải với ngọn sóng gãy tạo ra nhiều bụi. Các vệt bọt nước.                                  | Cành nhỏ gãy khỏi cây.                                    |              |                   |
| 8       | Gió rất mạnh, gió lốc         | 62–74 km/h                                                        | 5.5–7.5 m  | Sóng cao vừa phải với ngọn sóng gãy tạo ra nhiều bụi. Các vệt bọt nước.                                  | Cành nhỏ gãy khỏi cây.                                    |              |                   |
| 8       | Gió rất mạnh, gió lốc         | 17.2–20.7 m/s                                                     | 5.5–7.5 m  | Sóng cao vừa phải với ngọn sóng gãy tạo ra nhiều bụi. Các vệt bọt nước.                                  | Cành nhỏ gãy khỏi cây.                                    |              |                   |
| 9       | Gió lốc mạnh/ Gió mạnh dữ dội | 41–47 knots                                                       | 23–32 ft   | Sóng cao (2,75 m) với nhiều bọt hơn. Ngọn sóng bắt đầu cuộn lại. Nhiều bụi nước.                         | Một số công trình xây dựng bị hư hại nhỏ.                 |              |                   |
| 9       | Gió lốc mạnh/ Gió mạnh dữ dội | 47–54 mph                                                         | 23–32 ft   | Sóng cao (2,75 m) với nhiều bọt hơn. Ngọn sóng bắt đầu cuộn lại. Nhiều bụi nước.                         | Một số công trình xây dựng bị hư hại nhỏ.                 |              |                   |
| 9       | Gió lốc mạnh/ Gió mạnh dữ dội | 75–88 km/h                                                        | 7–10 m     | Sóng cao (2,75 m) với nhiều bọt hơn. Ngọn sóng bắt đầu cuộn lại. Nhiều bụi nước.                         | Một số công trình xây dựng bị hư hại nhỏ.                 |              |                   |
| 9       | Gió lốc mạnh/ Gió mạnh dữ dội | 20.8–24.4 m/s                                                     | 7–10 m     | Sóng cao (2,75 m) với nhiều bọt hơn. Ngọn sóng bắt đầu cuộn lại. Nhiều bụi nước.                         | Một số công trình xây dựng bị hư hại nhỏ.                 |              |                   |
| 10      | Bão/ Gió lốc dữ dội           | 48–55 knots                                                       | 29–41 ft   | Sóng rất cao. Mặt biển trắng xóa và xô mạnh vào bờ. Tầm nhìn bị giảm.                                    | Cây bật gốc. Một số công trình xây dựng hư hại vừa phải.  |              |                   |
| 10      | Bão/ Gió lốc dữ dội           | 55–63 mph                                                         | 29–41 ft   | Sóng rất cao. Mặt biển trắng xóa và xô mạnh vào bờ. Tầm nhìn bị giảm.                                    | Cây bật gốc. Một số công trình xây dựng hư hại vừa phải.  |              |                   |
| 10      | Bão/ Gió lốc dữ dội           | 89–102 km/h                                                       | 9–12.5 m   | Sóng rất cao. Mặt biển trắng xóa và xô mạnh vào bờ. Tầm nhìn bị giảm.                                    | Cây bật gốc. Một số công trình xây dựng hư hại vừa phải.  |              |                   |
| 10      | Bão/ Gió lốc dữ dội           | 24.5–28.4 m/s                                                     | 9–12.5 m   | Sóng rất cao. Mặt biển trắng xóa và xô mạnh vào bờ. Tầm nhìn bị giảm.                                    | Cây bật gốc. Một số công trình xây dựng hư hại vừa phải.  |              |                   |
| 11      | Bão rất mạnh                  | 56–63 knots                                                       | 37–52 ft   | Sóng cực cao.                                                                                            | Nhiều công trình xây dựng hư hỏng.                        |              |                   |
| 11      | Bão rất mạnh                  | 64–72 mph                                                         | 37–52 ft   | Sóng cực cao.                                                                                            | Nhiều công trình xây dựng hư hỏng.                        |              |                   |
| 11      | Bão rất mạnh                  | 103–117 km/h                                                      | 11.5–16 m  | Sóng cực cao.                                                                                            | Nhiều công trình xây dựng hư hỏng.                        |              |                   |
| 11      | Bão rất mạnh                  | 28.5–32.6 m/s                                                     | 11.5–16 m  | Sóng cực cao.                                                                                            | Nhiều công trình xây dựng hư hỏng.                        |              |                   |
| 12      | Bão cuồng phong               | ≥ 64 knots                                                        | ≥ 46 ft    | Các con sóng khổng lồ. Không gian bị bao phủ bởi bọt và bụi nước. Biển hoàn toàn trắng với các bụi nước. | Sức tàn phá lớn.                                          |              |                   |
| 12      | Bão cuồng phong               | ≥ 73 mph                                                          | ≥ 46 ft    | Các con sóng khổng lồ. Không gian bị bao phủ bởi bọt và bụi nước. Biển hoàn toàn trắng với các bụi nước. | Sức tàn phá lớn.                                          |              |                   |
| 12      | Bão cuồng phong               | ≥ 118 km/h                                                        | ≥ 14 m     | Các con sóng khổng lồ. Không gian bị bao phủ bởi bọt và bụi nước. Biển hoàn toàn trắng với các bụi nước. | Sức tàn phá lớn.                                          |              |                   |
| 12      | Bão cuồng phong               | ≥ 32.7 m/s                                                        | ≥ 14 m     | Các con sóng khổng lồ. Không gian bị bao phủ bởi bọt và bụi nước. Biển hoàn toàn trắng với các bụi nước. | Sức tàn phá lớn.                                          |              |                   |

### Thang Beaufort mở rộng
Bảng thang độ và miêu tả dưới đây liệt kê đầy đủ 18 cấp gió và 1 cấp phụ (18+) trở lên cho những cơn bão trên cấp 17. Bảng bao gồm 12 cấp cơ bản và 5 cấp mở rộng áp dụng tại một số quốc gia.
Phép chuyển đổi như sau:
- 3,6 km/h ≡ 1 m/s, đơn vị SI của tốc độ, mét trên giây.
- 1 km/h ≈ 0,27778 m/s.
- 1 km/h ≈ 0,621 37 mph ≈ 0,911 34 feet trên giây.
- 1 km/h ≡ 1,852 nút.
- 1 nút ≡ 1,852 km/h (chính xác).
- 1 dặm trên giờ ≡ 1,609344 km/h (~1,61 km/h).[18]

| Cấp Beaufort | Vận tốc gió ở 10 m trên mực nước biển (hải lý / km/h / mph) | Mô tả                 | Độ cao sóng (m) | Tình trạng mặt biển                                                                                      | Tình trạng đất liền                                       |
| ------------ | ----------------------------------------------------------- | --------------------- | --------------- | --- | --------------------------------------------------------- |
| 0            | <1 / <1 / 1                                                 | Êm đềm                | 0               | Phẳng lặng                                                                                               | Mặt đất êm đềm, hầu như lặng gió.                         |
| 1            | 1-3 / 1-5 / 1-3                                             | Gió rất nhẹ           | 0,1             | Sóng lăn tăn, không có ngọn.                                                                             | Chuyển động của gió thấy được trong khói.                 |
| 2            | 4-6 / 6-11 / 4-7                                            | Gió thổi nhẹ vừa phải | 0,2             | Sóng lăn tăn.                                                                                            | Cảm thấy gió trên da trần. Tiếng lá xào xạc.              |
| 3            | 7-10 / 12-19 / 8-12                                         | Gió nhẹ nhàng         | 0,6             | Sóng lăn tăn lớn.                                                                                        | Lá và cọng nhỏ chuyển động theo gió.                      |
| 4            | 11-16 / 20-28 / 13-18                                       | Gió vừa phải          | 1               | Sóng nhỏ.                                                                                                | Bụi và giấy rời bay lên. Những cành cây nhỏ chuyển động.  |
| 5            | 17-21 / 29-38 / 19-24                                       | Gió mạnh vừa phải     | 2               | Sóng dài vừa phải (1,2 m). Có một chút bọt và bụi nước.                                                  | Cây nhỏ đu đưa.                                           |
| 6            | 22-27 / 39-49 / 25-31                                       | Gió mạnh              | 3               | Sóng lớn với chỏm bọt và bụi nước.                                                                       | Cành lớn chuyển động. Sử dụng ô khó khăn.                 |
| 7            | 28-33 / 50-61 / 32-38                                       | Gió mạnh              | 4               | Biển cuộn sóng và bọt bắt đầu có vệt.                                                                    | Cây to chuyển động. Phải có sự gắng sức khi đi ngược gió. |
| 8            | 34-40 / 62-74 / 39-46                                       | Gió mạnh hơn          | 5,5             | Sóng cao vừa phải với ngọn sóng gãy tạo ra nhiều bụi. Các vệt bọt nước.                                  | Cành nhỏ gãy khỏi cây.                                    |
| 9            | 41-47 / 75-88 / 47-54                                       | Gió rất mạnh          | 7               | Sóng cao (2,75 m) với nhiều bọt hơn. Ngọn sóng bắt đầu cuộn lại. Nhiều bụi nước.                         | Một số công trình xây dựng bị hư hại nhỏ.                 |
| 10           | 48-55 / 89-102 / 55-63                                      | Gió bão               | 9               | Sóng rất cao. Mặt biển trắng xóa và xô mạnh vào bờ. Tầm nhìn bị giảm.                                    | Cây bật gốc. Một số công trình xây dựng hư hại vừa phải.  |
| 11           | 56-63 / 103-117 / 64-72                                     | Gió bão dữ dội        | 11,5            | Sóng cực cao.                                                                                            | Nhiều công trình xây dựng hư hỏng.                        |
| 12           | 64 / 118-133 / 73 và cao hơn                                | Gió bão cực mạnh      | 14+             | Các con sóng khổng lồ. Không gian bị bao phủ bởi bọt và bụi nước. Biển hoàn toàn trắng với các bụi nước. | Nhiều công trình hư hỏng nặng.                            |
| 13*          | 76 / 134-149 / 88                                           | Gió bão cực mạnh      | 14+             | Sóng biển cực kỳ mạnh. Đánh đắm tàu biển có trọng tải lớn.                                               | Sức phá hoại cực kỳ lớn.                                  |
| 14*          | 85 / 150-166 / 98                                           | Gió bão cực mạnh      | 14+             | Sóng biển cực kỳ mạnh. Đánh đắm tàu biển có trọng tải lớn.                                               | Sức phá hoại cực kỳ lớn.                                  |
| 15*          | 94 / 167-183 / 109                                          | Gió bão cực mạnh      | 14+             | Sóng biển cực kỳ mạnh. Đánh đắm tàu biển có trọng tải lớn.                                               | Sức phá hoại cực kỳ lớn.                                  |
| 16*          | 104 / 184-201 / 120                                         | Gió bão cực mạnh      | 14+             | Sóng biển cực kỳ mạnh. Đánh đắm tàu biển có trọng tải lớn.                                               | Sức phá hoại cực kỳ lớn.                                  |
| 17*          | 114 / 202-220 / 131                                         | Gió bão cực mạnh      | 14+             | Sóng biển cực kỳ mạnh. Đánh đắm tàu biển có trọng tải lớn.                                               | Sức phá hoại cực kỳ lớn.                                  |
| > 17*        | >119 / >221 / >137                                          | Gió bão cực kỳ mạnh   | 14+             | Sóng biển vô cùng mạnh. Đánh đắm tàu biển có trọng tải rất lớn.                                          | Sức phá hoại cực kỳ tàn bạo.                              |

## Thang Beaufort tại Việt Nam
Theo Quyết định số 18/2021/QĐ-TTg của Thủ tướng Chính phủ, Bảng Cấp gió và sóng của Việt Nam gồm 18 cấp Beaufort, từ cấp 0 đến cấp 17. Có một số đề xuất về thang bão trên cấp 17 ở Việt Nam, nhưng chưa được Trung ương, Chính phủ và Tổng cục Khí tượng Thủy văn công nhận, áp dụng trên toàn quốc trong văn bản quy phạm pháp luật nên không được sử dụng. Chính vì vậy, theo đúng Quyết định của Chính phủ (mới nhất ngày 22 tháng 4 năm 2021), văn bản có hiệu lực pháp lý cao nhất cho đến hiện tại và Luật Khí tượng Thủy văn 2015, thang sức gió của Việt Nam là thang sức gió Beaufort mở rộng chỉ dùng đến cấp 17.
Sau đây là thang cấp gió được tính theo km/h
| Cấp độ | Tên cấp bão | Sức gió (km/h) | Hiện tượng hậu quả gây ra |
| ------ | --- | -------------- | --- |
| 0      | Trên bản đồ khí tượng vẫn được cấp là L, nhưng không có công nhận thành vùng thấp hoặc cũng chỉ là vùng nhiễu động nhiệt đới. | < 1            | Gió nhẹ. Không gây nguy hại. |
| 1      | Trên bản đồ khí tượng vẫn được cấp là L, nhưng không có công nhận thành vùng thấp hoặc cũng chỉ là vùng nhiễu động nhiệt đới. | > 1 - 5        | Gió nhẹ. Không gây nguy hại. |
| 2      | Trên bản đồ khí tượng vẫn được cấp là L, nhưng không có công nhận thành vùng thấp hoặc cũng chỉ là vùng nhiễu động nhiệt đới. | 6 - 11         | Gió nhẹ. Không gây nguy hại. |
| 3      | Trên bản đồ khí tượng vẫn được cấp là L, nhưng không có công nhận thành vùng thấp hoặc cũng chỉ là vùng nhiễu động nhiệt đới. | 12 - 19        | Gió nhẹ. Không gây nguy hại. |
| 4      | Vùng áp thấp | 20 - 28        | Cây nhỏ có lá bắt đầu lay động, ảnh hưởng đến lúa đang phơi màu. Biển hơi động. Thuyền đánh cá bị chao nghiêng, phải cuốn bớt buồm.        |
| 5      | Áp thấp được cấp số hiệu | 29 - 38        | Cây nhỏ có lá bắt đầu lay động, ảnh hưởng đến lúa đang phơi màu. Biển hơi động. Thuyền đánh cá bị chao nghiêng, phải cuốn bớt buồm.        |
| 6      | Áp thấp nhiệt đới | 39 - 49        | Cây cối rung chuyển. Khó đi ngược gió. Biển động. Nguy hiểm đối với tàu, thuyền.                                                           |
| 7      | Áp thấp nhiệt đới | 50 - 61        | Cây cối rung chuyển. Khó đi ngược gió. Biển động. Nguy hiểm đối với tàu, thuyền.                                                           |
| 8      | Bão | 62 - 74        | Gió làm gãy cành cây, tốc mái nhà gây thiệt hại về nhà cửa. Không thể đi ngược gió. Biển động rất mạnh. Rất nguy hiểm đối với tàu, thuyền. |
| 9      | Bão | 75 - 88        | Gió làm gãy cành cây, tốc mái nhà gây thiệt hại về nhà cửa. Không thể đi ngược gió. Biển động rất mạnh. Rất nguy hiểm đối với tàu, thuyền. |
| 10     | Bão mạnh | 89 - 102       | Làm đổ cây cối, nhà cửa, cột điện. Gây thiệt hại rất nặng. Biển động dữ đội. Làm đắm tàu biển.                                             |
| 11     | Bão mạnh | 103 - 117      | Làm đổ cây cối, nhà cửa, cột điện. Gây thiệt hại rất nặng. Biển động dữ đội. Làm đắm tàu biển.                                             |
| 12     | Bão rất mạnh | 118 - 133      | Sức phá hoại cực kỳ lớn. Sóng biển cực kỳ mạnh. Đánh đắm tàu biển có trọng tải lớn.                                                        |
| 13     | Bão rất mạnh | 134 - 149      | Sức phá hoại cực kỳ lớn. Sóng biển cực kỳ mạnh. Đánh đắm tàu biển có trọng tải lớn.                                                        |
| 14     | Bão rất mạnh | 150 - 166      | Sức phá hoại cực kỳ lớn. Sóng biển cực kỳ mạnh. Đánh đắm tàu biển có trọng tải lớn.                                                        |
| 15     | Bão rất mạnh | 167 - 183      | Sức phá hoại cực kỳ lớn. Sóng biển cực kỳ mạnh. Đánh đắm tàu biển có trọng tải lớn.                                                        |
| 16     | Siêu bão | 184 - 201      | Sức phá hoại cực kỳ lớn. Sóng biển cực kỳ mạnh. Đánh đắm tàu biển có trọng tải lớn.                                                        |
| 17     | Siêu bão | 202 - 220      | Sức phá hoại cực kỳ lớn. Sóng biển cực kỳ mạnh. Đánh đắm tàu biển có trọng tải lớn.                                                        |
| >17    | Siêu bão | > 220          | Sức phá hoại cực kỳ lớn. Sóng biển cực kỳ mạnh. Đánh đắm tàu biển có trọng tải lớn.                                                        |

## Ứng dụng
Thang đo sức gió Beaufort được sử dụng để phục vụ cho công tác dự báo thời tiết. Ngày nay, đôi khi các cơn bão mạnh được đánh số từ 12 - 16 sử dụng thang bão Saffir-Simpson có năm loại, với bão loại 1 có số Beaufort là 12, bão loại 2 có số Beaufort là 13...
Tại Việt Nam, do hầu như không có bão mạnh đến mức cần sử dụng thang bão Saffir-Simpson (lý do là các cơn bão mạnh trên cấp 12 hầu như đều xuất phát từ ngoài đại dương, sau khi vượt qua Philippines để đổ bộ vào Việt Nam thì sức gió đã suy giảm rất nhiều), nên người ta chỉ cần sử dụng thang sức gió Beaufort để mô tả sức mạnh của chúng là đủ. Gió xoáy có cấp Beaufort từ 6 - 7 trên 1 diện rộng gọi là áp thấp nhiệt đới. Gió xoáy từ cấp 8 trở lên trên 1 diện rộng, có thể kèm theo mưa lớn gọi chung là bão. Tuy nhiên, điều này đã không còn đúng trong thời gian gần đây, điển hình là các cơn bão Chanchu (2006) và bão Xangsane (2006). Mặc dù bão Chanchu không đi vào vùng bờ biển Việt Nam, nhưng với cấp 4 theo thang bão Saffir-Simpson nó đã làm nhiều tàu thuyền bị đánh chìm và nhiều ngư dân Việt Nam bị chết trên biển Đông. Trong dự báo bão cho cơn bão Xangsane, lần đầu tiên người ta đã sử dụng cấp 13 và trên cấp 13. Chính vì vậy từ cuối năm 2006, Chính phủ Việt Nam đã ban hành Quyết định 245/2006/QĐ-TTg, quy định mở rộng thang sức gió ở Việt Nam lên cấp 17 (tối đa 220 km/h).
Vào khoảng giữa năm 2011, lần đầu tiên các báo chí truyền thông đã phát bản tin về siêu bão Songda với sức gió giật trên cấp 18 - 19. Và cũng vào cuối năm 2013, lần đầu tiên cấp 20 trở lên đã được phát trực tiếp trên Đài truyền hình kỹ thuật số của VTC14 và Đài truyền hình Việt Nam VTV1 dành cho siêu bão Haiyan. Cũng vào đầu năm 2015 tại Đài truyền hình thông tấn xã Việt Nam trong bản tin VOV, họ đã mô tả sức gió trên cấp 18 cho siêu bão Soudelor (2015). Tuy nhiên cho đến thời điểm hiện tại, thang bão chính thức ở Việt Nam theo quy định tại Luật Khí tượng Thủy văn 2015 và văn bản quy phạm pháp luật – Quyết định của Thủ tướng Chính phủ ngày 22 tháng 4 năm 2021, thang bão chính thức vẫn chỉ dừng lại ở cấp 17.
Đối với Trung Quốc và Đài Loan, các trang báo điện tử và truyền thông cũng đều đồng loạt sử dụng thang bão Beaufort mở rộng 2 (cấp 18 - cấp 24) trong một số các cơn bão, điển hình như siêu bão Haiyan (năm 2013) và siêu bão Soudelor (năm 2015) Tại Mỹ, gió có cấp Beaufort 6 - 7 tạo ra các bản thông báo là small craft advisory, với sức gió cấp 8 - 9 là gale warning, cấp 10 hay 11 - storm warning (hay "tropical storm warning"), và tất cả những cái mạnh hơn gọi là hurricane warning, thời nay khi trên các cấp trên sẽ tính theo một từ mới gọi là "Major hurricanes".